# Stathmopolitinae
Stathmopolitinae es una subfamilia de  lepidópteros glosados del clado Ditrysia perteneciente a la familia Tineidae. Comprende un solo género monotípico Stathmopolitis con una sola especie: Stathmopolitis tragocoprella.